# Jakub Martinec
Jakub Martinec (* 23. května 1979, Hradec Králové) je sbormistrem a uměleckým vedoucím Českého chlapeckého sboru. Je manželem sbormistryně Jennifer Beynon Martinec, se kterou má dcery Elizabeth, Mayu a syna Bryna.

## Životopis
Sborovému umění se věnuje již od dětství. Od roku 2001 pravidelně koncertuje, natáčí CD, DVD i živé nahrávky pro televizi a rozhlas, spolupracuje s předními orchestry, soubory a hudebními osobnostmi. Mezi jeho významné sbormistrovské počiny patří hostování na vánočních koncertech v Meistersingerhalle, Norimberk (2005, 2009), zahajovací koncert sborového cyklu České filharmonie (2006), koncerty v Pantheonu a Basilice Santa Maria Maggiore v Římě pro čelné představitele Vatikánu (2009, 2010), nebo účinkování na významných světových pódiích včetně Grace Cathedral v San Franciscu (2004), Winspear Hall v Edmontonu, Kanada (2006), či Dvořákově síni Rudolfina v Praze. Účastnil se i mnoha mezinárodních hudebních festivalů a soutěží, včetně festivalu Pražské jaro (2004, 2005), AmericaFest International Festival for Boys’ & Men’ Choirs (Minneapolis 2002), Festival d'Ambronay (2006), Mitte Europa (2008, 2009), nebo Světového setkání chlapeckých a mužských sborů (Praha, Hradec Králové 2004, 2008). Nahrávka Brittenova A Ceremony of Carols pod jeho nastudováním a vedením byla oceněna titulem Recording of the Month na Classical Music Web v roce 2004. Jakub Martinec byl více než 10 let sbormistrem koncertního sboru Boni Pueri, stál u zrodu 1. soukromé sborové školy v Hradci Králové, v letech 2006 – 2010 byl jejím zástupcem ředitele pro uměleckou činnost a podílel se na dramaturgii práce tohoto tělesa. Od roku 2013 je odborným asistentem a vedoucím sborových studií na hudební fakultě Memorial University of Newfoundland.